# あんかけスパゲッティ

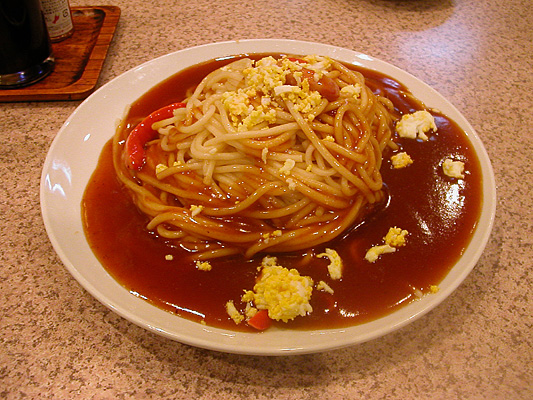
あんかけスパゲッティ

あんかけスパゲッティは、1960年代に愛知県名古屋市で誕生したスパゲッティ料理。略称は、「あんかけスパ」。

## 概要
ゆでたスパゲティにソースを和えるイタリアのパスタ料理とは異なり、あらかじめゆで置きしておいた太いスパゲッティを、焼きそばのように、ラードや植物油で炒め、中華料理の餡のような粘性とコクのある辛味の効いたソースがかかった料理である。この辛味は胡椒をたっぷりと使うためであるが、味のベースはトマト味である。ミートソースを名古屋人好みの味に仕立てようとしてできたと言われる。
具材は、ウインナー、タマネギ、ピーマンが一般的である。野菜トッピングは、「カントリー」、ソーセージ、ベーコンなどの肉類トッピングは、「ミラネーゼ」または「ミラネーズ」と呼ばれる。肉と野菜の両方盛りについては「ミラネーゼ」と「カントリー」の頭文字を足して「ミラカン」と呼ばれ、エビフライやカキフライといった魚介類のフライをトッピングしたものは「バイキング」、ピカタ（豚肉の黄金焼き）をトッピングしたものは「ピカタ」と呼ばれている。ただし、豊橋市周辺では、バイキングのトッピングが魚介類のフライではなく、鶏肉を焼いたのをトッピングとして乗せている店もある。また、カレールー（「インディアンスパゲッティ」）と相掛けができる店もある。
1960年代に中京圏で生まれたが、1970年代、1980年代には今日ほどは広まっていなかった。2000年代以降になって人気が高まり、今では独特の食文化として、名古屋めしの一つに挙げられることもあるほどに広まっている。愛知県には専門店が多くあるほか、多くの喫茶店でも味わうことができる。さらに、岐阜県美濃地方や三重県北勢地方といった周辺地域でも扱う店は多い。

## 歴史
料理そのものは、後に独立して「スパゲッティハウスヨコイ」を立ち上げる横井博が「そ～れ」で働いていた時期の1961年（昭和36年）に生み出した。
「そ～れ」が発祥、「ヨコイ」が元祖となっている。元来は「ヨコイのオリジナルミートソース」と呼ばれていたが「あんかけスパ」と呼ばれるようになった。
名付親は「からめ亭」（旧名ソール本山）の店主が「あんかけうどん」に似ていることから、「あんかけスパ」と名前を付けたこととなる。
2003年（平成15年）3月には、カレーライスのフランチャイズである壱番屋が、地元一宮市であんかけスパゲッティ専門店「パスタ・デ・ココ」三ツ井店をオープンさせた。

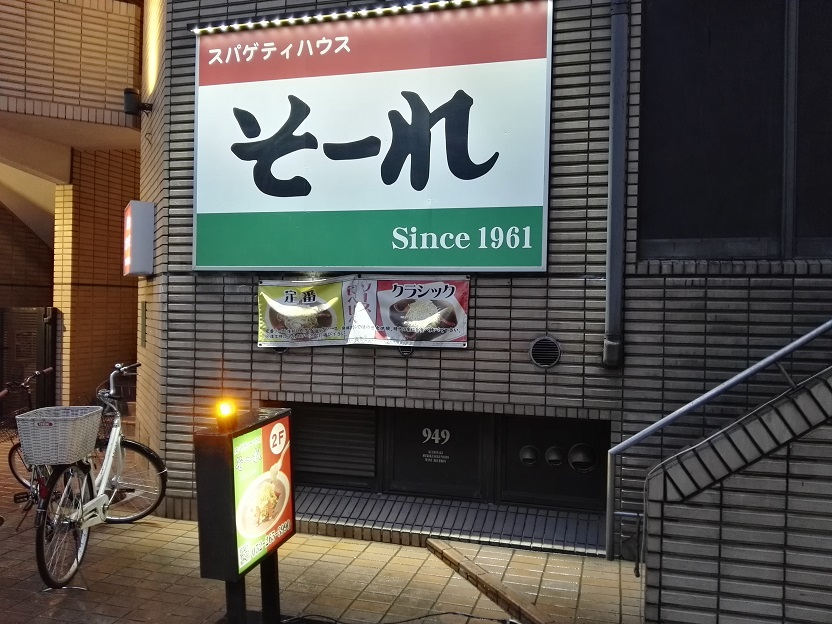
そ～れ（名古屋市中区栄４）
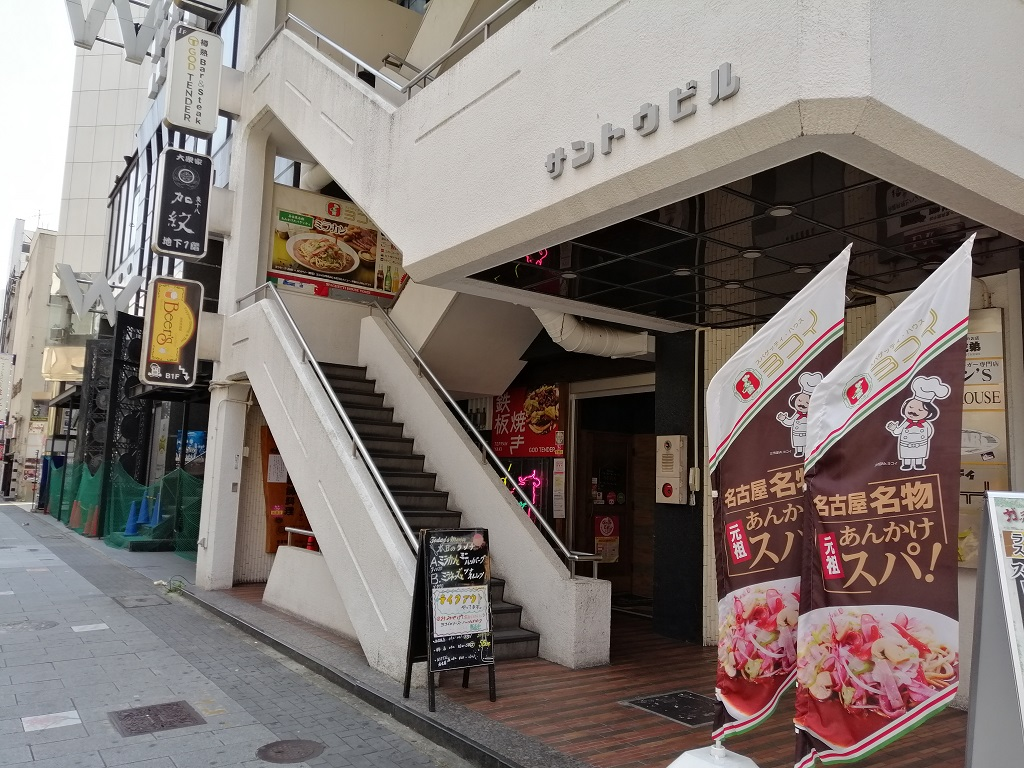
ヨコイ（名古屋市中区栄３）
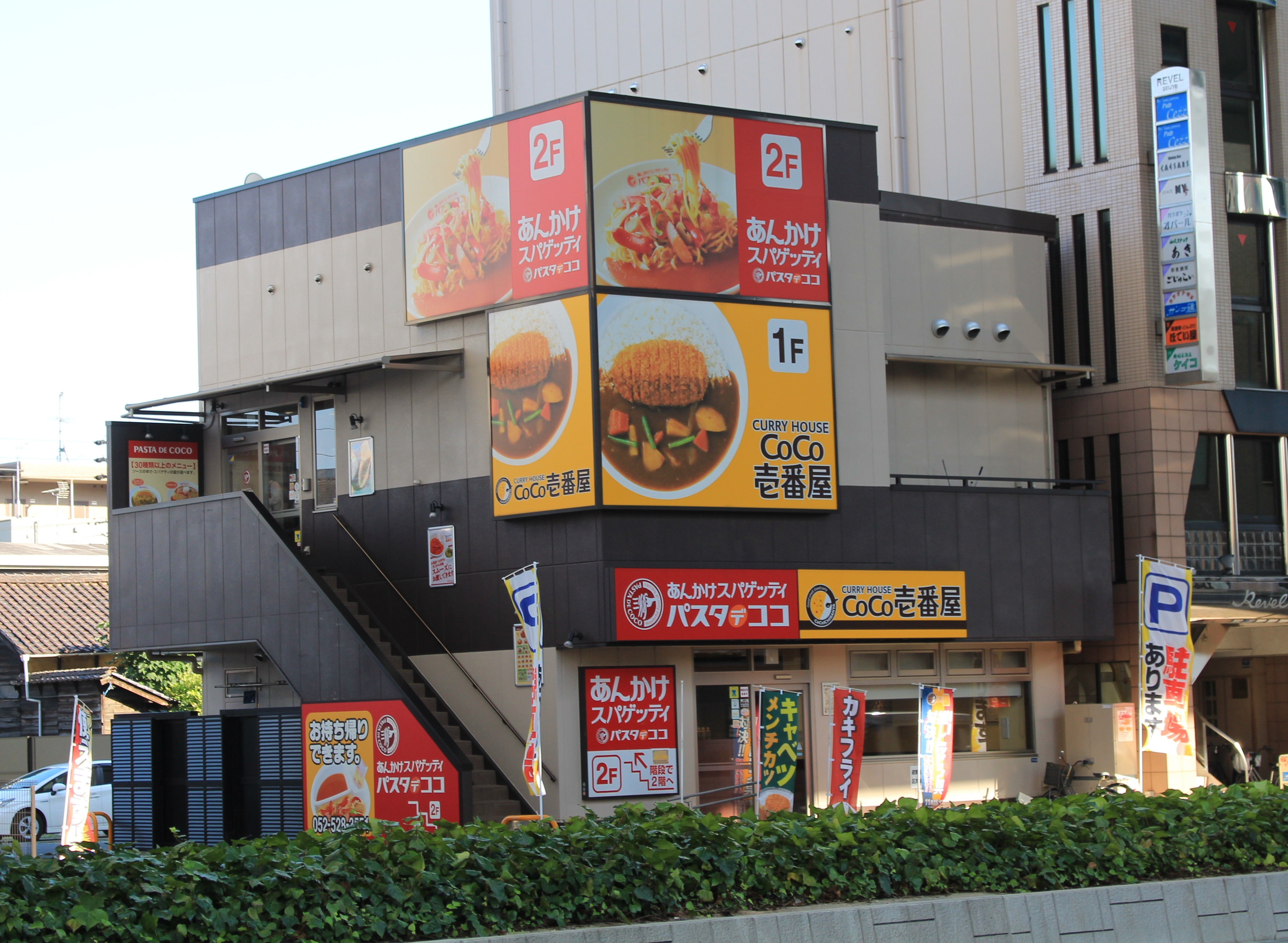
カレーハウスCoCo壱番屋に併設されているパスタ・デ・ココ（愛知県名古屋市西区城西店、2015年10月

## 市販食品
コーミ、オリエンタルなど、主に名古屋の食品会社からレトルトソースが発売されている。
また、あんかけスパゲティ向けの太麺は、日本製麻（「ボルカノ」ブランド）などから販売されている。
「スパゲッティハウスヨコイ」などの一部のあんかけスパ専門店のソースは、店頭またはスーパーマーケットなどで、レトルト食品として市販されている。愛知県で創業したCoCo壱番屋が展開するパスタ・デ・ココも、店舗でレトルトソースを販売している。
寿がきや食品は「名古屋グルメ あんかけスパ」という名で、ソースを添付したソフトめんタイプの商品を2011年から製造販売している。
寿がきや食品は2018年から粉末タイプの業務用あんかけスパソースの素も発売している。